# Samuel Greef
Samuel Greef (* 14. Januar 1982 in Arolsen, Hessen) ist ein deutscher Politikwissenschaftler. Er ist Privatdozent am Fachbereich Gesellschaftswissenschaften der Universität Kassel und wissenschaftlicher Mitarbeiter am Fachgebiet „Politisches System der BRD – Staatlichkeit im Wandel“.

## Wissenschaftlicher Werdegang
Samuel Greef studierte von 2003 bis 2008 Politikwissenschaft, Informatik sowie Mittlere und Neue Geschichte in Kassel. Seit seinem Magisterabschluss 2008 arbeitet er als wissenschaftlicher Mitarbeiter am Fachgebiet „Politisches System der BRD – Staatlichkeit im Wandel“ an der Universität Kassel. 2012 wurde er an der Universität Kassel mit der Arbeit „Transformation vom Berufsverband zur Berufsgewerkschaft. Eine Fallstudie am Beispiel des Marburger Bundes und der Krankenhausärzte“ promoviert.
Im Jahr 2023 habilitierte er sich am Fachbereich Gesellschaftswissenschaften der Universität Kassel zum Thema „Staat und Staatlichkeit im digitalen Zeitalter. Politische Steuerung im Wandel“. Seine Habilitationsschrift erschien 2023 im Open Access im transcript Verlag. Mit seinem Habilitationsvortrag „New Work als Herausforderung für die kollektive Interessenvertretung“ erhielt er die Lehrberechtigung (Venia Legendi) für das Fach Politikwissenschaft und ist seitdem als Privatdozent am Fachbereich tätig.
Seine derzeitigen Forschungsschwerpunkte sind Digitalpolitik, Staatliche Steuerung, Arbeitsbeziehungen, Rechtspopulismus, Zivilgesellschaft und Organisierte Interessen.

## Publikationen (Auswahl)
- Samuel Greef: Staat und Staatlichkeit im digitalen Zeitalter. Staatliche Steuerung im Wandel (= Politik in der digitalen Gesellschaft, Band 7). transcript Verlag, Bielefeld 2023, ISBN 978-3-8376-7065-3; auch doi:10.14361/9783839470657, ISBN 978-3-8394-7065-7.
- mit Seongcheol Kim und Wolfgang Schroeder: Rechte Akteure im Betrieb. Sechs EU-Länder im Vergleich. Springer VS, Wiesbaden 2022, ISBN 978-3-658-37689-5. (Engl.: The Far Right in the Workplace. A Six-Country Comparison. Palgrave Macmillan, New York 2022, ISBN 978-3-031-04001-6.)
- mit Wolfgang Schroeder, Jennifer Ten Elsen, Lukas Heller und Saara Inkinken: Einfallstor für rechts? Zivilgesellschaft und Rechtspopulismus in Deutschland. Campus, Frankfurt / New York 2022, ISBN 978-3-593-51500-7.
- Samuel Greef: Netzpolitik – Entsteht ein Politikfeld für Digitalpolitik? (= Kleine Reihe – Digital. Politik. Kompakt, Band 1). Verlag kassel university press, Kassel 2017, ISBN 978-3-7376-0316-4; auch doi:10.19211/KUP9783737603171, ISBN 978-3-7376-0317-1.
- Samuel Greef: Die Transformation des Marburger Bundes. Vom Berufsverband zur Berufsgewerkschaft. Springer VS, Wiesbaden 2012,. ISBN 978-3-531-19573-5.
- mit Viktoria Kalass und Wolfgang Schroeder: Berufsgewerkschaften in der Offensive. Vom Wandel des deutschen Gewerkschaftsmodells. VS – Verlag für Sozialwissenschaften, Wiesbaden 2011, ISBN 978-3-531-18203-2.
- Samuel Greef: Berufsgewerkschaften. Kleine Arbeitnehmerverbände als Herausforderung für das deutsche Gewerkschaftsmodell. AVM-Verlag, München 2008. ISBN 978-3-86924-839-4.
- mit Wolfgang Schroeder und Viktoria Kalass: Kleine Gewerkschaften und Berufsverbände im Wandel. Hans-Böckler-Stiftung, Düsseldorf 2008, ISBN 978-3-86593-105-4.